# Ourayita
L'ourayita és un mineral de la classe dels sulfurs. Rep el nom per la comunitat Ouray, a Colorado, Estats Units, a prop d'on es va descobrir el mineral.

## Característiques
L'ourayita és una sulfosal de fórmula química Ag₃Pb₄Bi₅S13. Es tracta d'una espècie aprovada com a espècie vàlida per l'Associació Mineralògica Internacional i publicada per primera vegada l'any 1977. Cristal·litza en el sistema ortoròmbic. La seva duresa a l'escala de Mohs és 2.
Segons la classificació de Nickel-Strunz, l'ourayita pertany a «02.JB: Sulfosals de l'arquetip PbS, derivats de la galena, amb Pb» juntament amb els següents minerals: diaforita, cosalita, freieslebenita, marrita, cannizzarita, wittita, junoïta, neyita, nordströmita, nuffieldita, proudita, weibul·lita, felbertalita, rouxelita, angelaïta, cuproneyita, geocronita, jordanita, kirkiïta, tsugaruïta, pillaïta, zinkenita, scainiïta, pellouxita, chovanita, aschamalmita, bursaïta, eskimoïta, fizelyita, gustavita, lil·lianita, ramdohrita, roshchinita, schirmerita, treasurita, uchucchacuaïta, ustarasita, vikingita, xilingolita, heyrovskýita, andorita IV, gratonita, marrucciïta, vurroïta i arsenquatrandorita.

## Formació i jaciments
Va ser descoberta a la mina Old Lout, a la localitat nord-americana de Poughkeepsie Gulch, al districte de Red Mountain del comtat de San Juan, a Colorado. També ha estat descrita posteriorment en altres indrets propers del mateix comtat, i dels comtats de La Plata i Summit. També ha estat descrita a l'estat de Nevada. Fora dels Estats Units també ha estat trobada a l'Argentina, Mèxic, Groenlàndia, Àustria, Eslovàquia, Escòcia, Bulgària, Grècia, Ucraïna, la República Popular de la Xina i l'Uzbekistan.